# 歌垣
歌垣（日语：／ utagaki）是日本古代一种具有咒术性信仰的习俗，指在特定时间内，年轻男女聚集在一起，以互唱求爱歌谣的形式进行交流。从《万叶集》等文献中可知，歌垣的风俗存在于古代日本的常陆国筑波山等地。
在现代，类似的对歌习俗主要分布于中国南部至越南，以及印度支那半岛北部的山区，同时在菲律宾、印度尼西亚等地也可见到类似的风俗。

## 概述
歌垣一类活动不仅存在于日本，类似的对歌风俗也广泛分布于中国南部、越南、印度支那半岛、菲律宾和印度尼西亚等地。这使得部分学者认为，古代日本文化曾与东南亚至中国南部一带构成一个共同的文化圈。
现代在中国南部及东南亚北部的对歌通常在节庆期间（多为春季播种前）举行，聚会多在夜晚进行，参与者为十几岁至二十几岁的男女。他们在众人注视下成对互唱求爱歌，借此发展恋爱关系。由此可见，对歌带有强烈的婚恋功能，也被视为起源于集体成年礼的一种文化行为。
对歌所用的歌谣通常具有固定旋律与格式化歌词，依三、五、七等音节律构成。参与者需在遵守约定格式的同时进行即兴创作，展现出歌艺与文化素养，并以此吸引对方。对歌所涵盖的题材不仅有求爱歌，也包括创世神话、收获歌、祈求丰收的劳动歌、以及葬礼时所用的葬送歌等。
对歌风俗既见于刀耕火种民，亦见于稻作民族，尤其在山区的烧垦农业社会中更为突出，因此有人认为其本源即为山地的烧垦耕作文化。

## 日本
古代日本的歌垣，是在特定时间与地点，由老少男女聚集，边共餐边互唱歌谣的一种以咒术信仰为基础的祭礼活动。参与者互相对唱求爱歌，通过这种方式形成恋爱关系。“歌垣”一词源于“歌掛き（懸き）”，意为“互相唱和的歌”。而在上代东国方言中，“かがい”（嬥歌）这一用语，也被认为是从“懸け合い”（对唱、互相唱答）这一词演变而来。歌垣常于春秋举行，兼具生产的预祝与感恩之意。其举行场所多为具有边界性质的地带，如山顶、海滨、河畔、集市等，著名场所包括常陆筑波山、同地的童子女松原、肥前杵岛岳、摄津歌垣山、大和的海石榴市、以及轻市等。
从言灵信仰的角度来看，通过言语对歌的过程，言灵力量强者被认为能“胜歌”并支配对方，而“败歌”者则需服从于对方。歌垣所展现的男女恋爱关系，也是在这种言灵力量的比试中决定的。歌垣作为古代歌谣出现在《古事记》、《万叶集》、《常陆国风土记》、《肥前国风土记》等古籍中。《万叶集》卷九中有一首描写筑波山歌垣场景的歌：
……率(あども)ひて　未通女壮士(おとめおとこ)の　行き集(つど)ひ　かがふ刊歌(かがい)に　人妻に　吾(あ)も交はらむ　吾が妻に　人も言問(ことと)へ……
译文： ……成群结队的处女与少男聚集而来，在互唱求爱歌的歌垣中，我也将与人妻相交；而我的妻子，也将接受他人的倾慕……——高桥虫麻吕，《万叶集》卷九
即为高桥虫麻吕于筑波山歌垣所作，可窥见当时歌垣场景。
随着时代变迁，歌垣中作为咒术信仰、预祝与感恩祭祀的成分逐渐淡化，转变为以性之解放为目的的野外游乐与未婚者的求偶活动。尤以都市中的集市为甚。《古事记》中记载有顕宗天皇与平群鲜于海石榴市为争一女子而斗歌的逸事。
至奈良时代，歌垣与自唐传入的踏歌融合。踏歌即集体踩踏节奏之舞蹈，配合歌唱者而集体踏足以增强气氛。据记载，天平六年（734年）二月于平城京朱雀门、宝龟元年（770年）三月于河内由义宫皆有大规模歌垣举行，参加者多为贵族或归化氏族，人数多达两百余人。
在清和天皇时期，踏歌成为正式的宫中行事，歌垣中原本的恋爱因素被剥离，逐渐演变为颂祝朝廷安宁的雅乐艺能。对此，本居宣长于《古事记传》中评论：“续记之时的歌垣，已非实质之歌垣。”
歌垣后影响到歌合、连歌等文化形式。至今仍可见歌垣传统之残存，如奄美群岛的岛唄、八月踊，冲绳县的毛游等都带有浓厚的歌垣色彩。此外，福岛县会津地方的“乌他给（ウタゲイ）”、秋田县仙北地方的“掛歌”等也有其遗风。

## 中国
今日在云南省的白族、景颇族、彝族、苗族（花山节），以及广西壮族自治区的壮族等民族中，与歌垣类似的对歌，仍作为祭典活动广泛开展。